# Туризм во Владимирской области

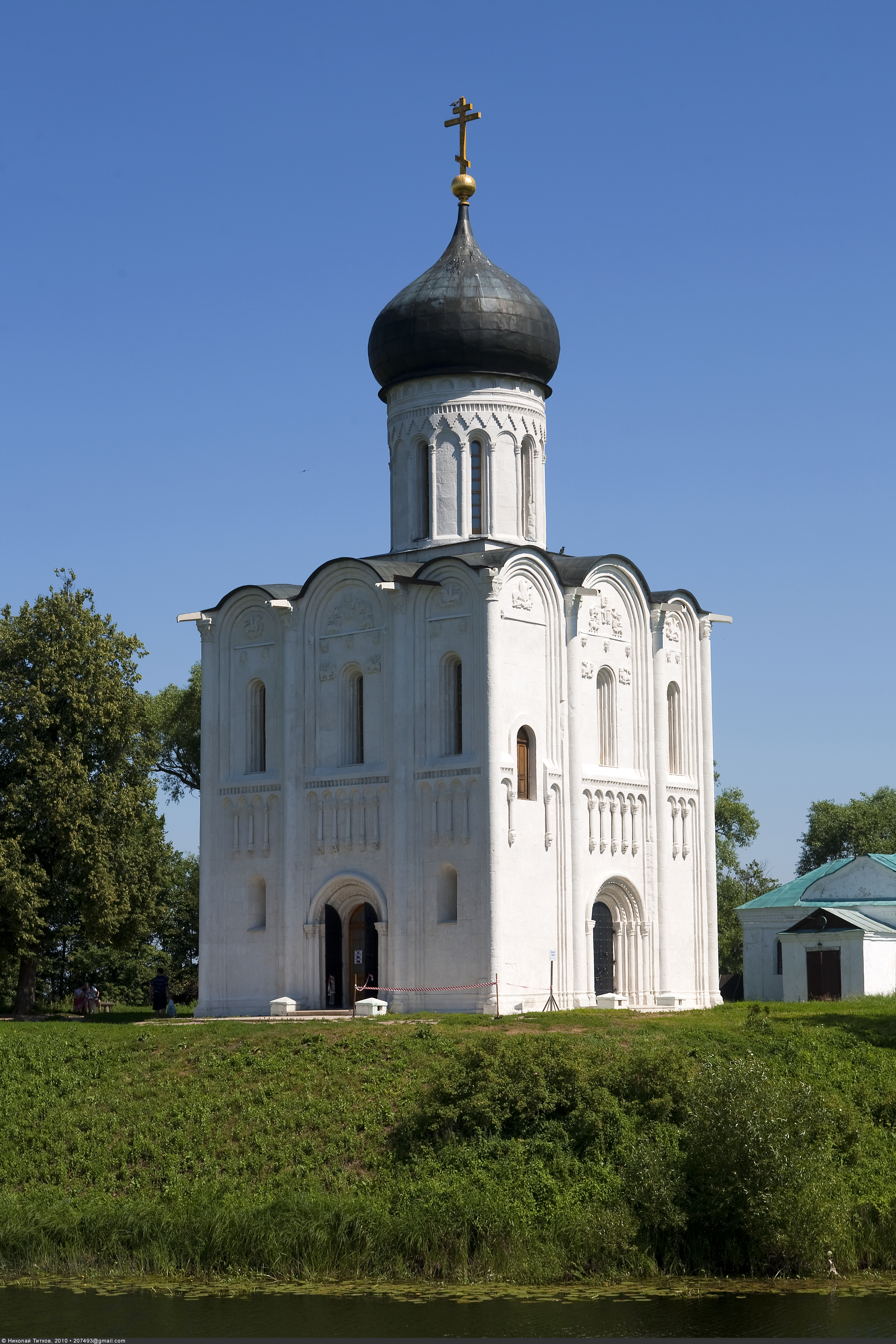
Церковь Покрова на Нерли

Туризм во Владимирской области — отрасль экономики Владимирской области. Основным видом туризма является культурно-познавательный, на долю которого приходится 70% общего числа гостей. Область входит в маршрут «Золотое кольцо России». К основным местам посещения относятся города Владимир и Суздаль, входящие во Владимиро-Суздальский музей-заповедник и насчитывающие 8 объектов всемирного наследия ЮНЕСКО.  Здесь расположены памятники домонгольского периода, работают 26 музеев, имеется более 180 объектов осмотра, в наличии 10 тысяч гостиничных мест.

## Событийный туризм
Рождественские гулянья, гусиные бои, праздник огурца в Суздале, праздник самовара в Гороховце, туристический фестиваль «Богатырские забавы».

## Статистика
В советское время турпоток достигал 1,9 млн человек, в 2011 году он составил 1,7 млн гостей. Туристическая отрасль в 2011 году принесла региону 3,5 миллиарда рублей.

## Промыслы

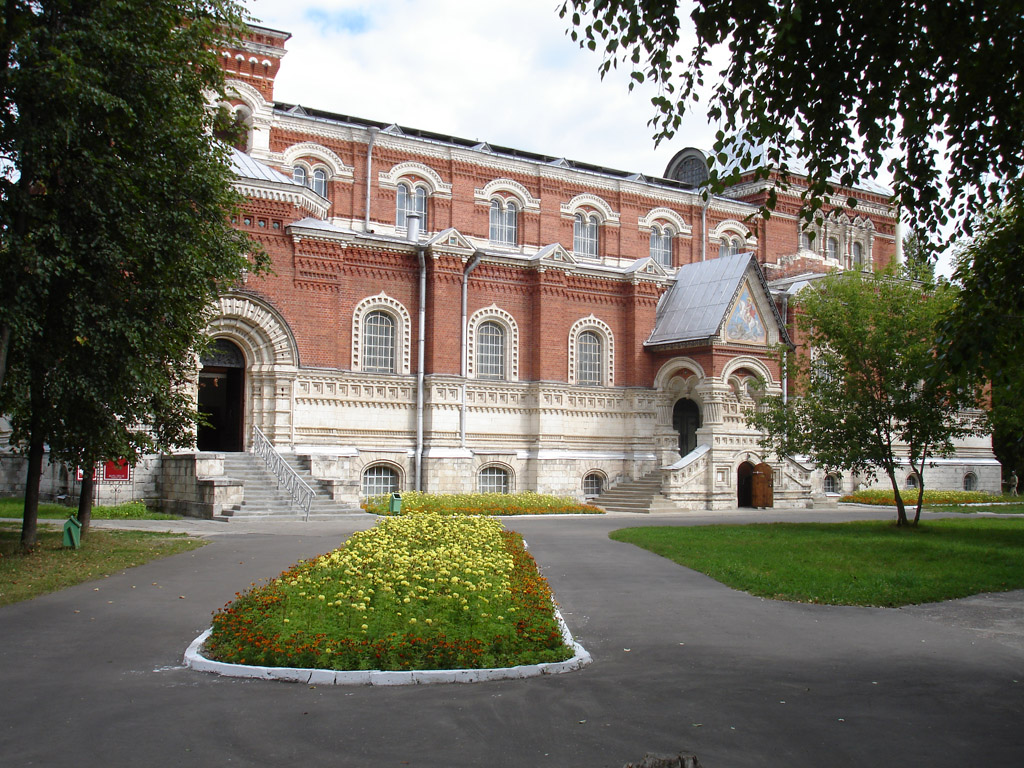
Музей хрусталя в городе Гусь-Хрустальный

- Лозоплетение в селе Ляхи
- Гусевской хрусталь
- Мстёрская лаковая миниатюра
- Ковровская глиняная игрушка
- Коровинская керамика